# Utetheisa salomonis
Utetheisa salomonis är en fjärilsart som beskrevs av Rothschild 1910. Utetheisa salomonis ingår i släktet Utetheisa och familjen björnspinnare. Inga underarter finns listade i Catalogue of Life.